# Ecnomiohyla fimbrimembra
Ecnomiohyla fimbrimembra е вид земноводно от семейство Дървесници (Hylidae). Видът е застрашен от изчезване.

## Разпространение
Разпространен е в Коста Рика и Панама.